# Tatort: Wolf im Schafspelz
Wolf im Schafspelz ist ein Fernsehfilm aus der Krimireihe Tatort. Der vom Bayerischen Rundfunk unter der Regie von Filippos Tsitos produzierte Beitrag wurde am 24. Februar 2002 im Ersten Programm der ARD erstgesendet. Es handelt sich um den 31. Fall, in dem das Münchner Ermittlerduo Batic und Leitmayr ermittelt.

## Handlung
Anatolische Verhältnisse scheint es auf dem Hof von Karl Stadler vor den Toren Münchens zu geben: intensiver Handel mit Lämmern und sogar Schächtungen. Sein Sohn Maximilian versucht ihn zu bewegen, endlich den Hof zu verkaufen und sein Verwalter Schulze macht ihn auf die Schächtungen aufmerksam. Stadler lässt nicht mit sich reden.
Am nächsten Tag wird Schulze bei der Schafherde auf der Münchener Panzerwiese erstochen aufgefunden. Er hatte den Dienst für Schäfer Santini übernommen und wollte angeblich in naher Zukunft mit seiner Frau Cindy zurück in den Osten. Der Schäferhund ist verschwunden. Die KHK Batic und Leitmayr erhalten die ersten Informationen von Frieda Stadler, denn ihr Mann ist sehr betroffen vom Tode. Er scheint aber der einzige zu sein – selbst Cindy Schulze ist seltsam gefasst. Die Ermittlungen gestalten sich angesichts der verstockten Hofarbeiter äußerst zäh.
Stark verdächtig erscheint Arkan Ergin, der Sohn des Hofmechanikers Reçep Ergin, der den Stadlerhof verlassen musste, nachdem ihn Schulze dort denunziert hatte. Als Batic und Leitmayr die Ergins nach dem Verlassen ihrer Stammkneipe abends verfolgen, stellen sie fest, dass diese ihre Visitenkarte an Fahrzeugen mit Karosserieschaden hinterlassen, um etwas hinzuzuverdienen. Arkan Ergin gibt zu, Schulze mit dem aufgespießten Schafskopf erschrecken zu wollen.
Das anscheinend positive Bild Schulzes bei Stadler wird getrübt, als ihm die Kommissare den Tipp geben, sich einmal die Lagerbestände auf dem Hof genauer anzusehen. Das Pulver, das er dort findet, gibt ihm einerseits Rätsel auf, andererseits hört er sich nun die Pläne von Maximilians Reiterhof genauer an und gibt ihm gegenüber sogar zu, Vater von Jost Schulze zu sein. Die Ermittlungen ergeben, dass Schulze gegen große Geldbeträge gestrecktes Entwurmungspulver an die Schafe verfüttert hat und Stadler daran partizipiert hat, um den Hof am Leben zu halten. Maximilian Stadler gesteht seinen Eltern gegenüber die Tat, nachdem er erfahren hat, dass Schulze doch nicht in den Osten zurückgehen will. Sein Selbstmord im Heustadel wird von den Kommissaren und einem morschen Balken verhindert.

## Rezeption

### Einschaltquoten
Die Erstausstrahlung von Wolf im Schafspelz am 24. Februar 2002 wurde in Deutschland von 8,66 Millionen Zuschauern gesehen und erreichte einen Marktanteil von 23,7 % für Das Erste.

### Kritiken
Die Kritiker der Fernsehzeitschrift TV Spielfilm richten den Daumen nach oben. Sie meinen: „Regisseur Filippos Tsitos […] zeigt Gefühl für schöne Bilder, und er weiß ein tolles Ensemble hinter sich. TV-Legende Kroetz spielt eh gut, aber auch die Kabbeleien von Leitmayr und Batic machen wieder einen Heidenspaß.“

„“Wolf im Schafspelz” ist ein ganz besonderes Heimatkrimi-Schmankerl. Ein Bauernhof in Großstadtnähe, dazu zwei urbane Ermittler - das hat schon was. Hinzu kommt die bunt zusammengewürfelte Arbeiterschaft. Fast wird auf dem Hof des wortkargen Karl Stadler ein Stück multikulturelle Utopie gelebt.“